# Maxi-Basketball
Maxi-Basketball beschreibt eine weltweite Bewegung von erwachsenen Basketballern, die nach Ausscheiden aus dem Regelspielbetrieb weiter sportlich aktiv sein und Basketball spielen möchten, vielfach bis in die Zeit nach dem Ausscheiden aus dem Berufsleben.

## Spieler
Maxi-Basketballer sind ältere Basketballer, die den Basketballsport nach den Grundsätzen des Freizeit- und Gesundheitssports ausüben und nicht am Regelspielbetrieb, in Deutschland der Senioren, von den Kreisligen bis zu den Bundesligen, teilnehmen. Sie verbinden ihr Training und Spiel mit der Begegnung unter Basketballern in einer sozialen Gemeinschaft, auch im Kontext von mehrtägigen nationalen und internationalen Turnieren. In europäischen Basketballzentren, aber auch auf den anderen Kontinenten, finden Maxi-Basketballturniere mit mehreren tausend Spielern statt. Basketball-Trainings- und Spielgemeinschaften haben häufig bis ins hohe Alter Bestand und können belastbare Netzwerke im persönlichen und beruflichen Alltag bilden. Die Zahl der deutschen Basketballvereine und Basketballabteilungen in Sportvereinen, die ihr fünfzigjähriges Jubiläum feiern konnten, steigt seit dem fünfzigjährigen Jahrestag der Bundesrepublik Deutschland im Jahr 1999 überproportional an. Maxi-Basketball ist ein Abschnitt im 'Lebensphasenmodell' einer Basketballerin oder eines Basketballers. Das Vorbild von Maxi-Basketballern, in Bezug auf die Wechselwirkungen von Sport und Gesundheit, reicht in alle gesellschaftlichen Lebensbereiche hinein.

## Mini-Basketball (Biddy Basketball)
Für das Basketballspiel der Kinder, im Verein, in der Jugendgruppe oder in der Schule, wurde Anfang der 1960er Jahre, zunächst regional punktuell und schrittweise, Mini-Basketball eingeführt. Diese Entwicklung wurde vom international organisierten Basketballsport aufgegriffen und führte 1964 dazu, dass von der FIBA für Mini-Basketball ein besonderer Rahmen vorgegeben wurde, der seitdem vereinfachte und anforderungsgerechte Regeln für das Spiel der Mini-Basketballer vorsieht. Es wird mit kleineren, leichteren Bällen und idealerweise unter niedrigeren Körben gespielt. In Deutschland hat sich besonders der ehemalige DBB-Bundestrainer Yakovos Bilek (1917–2005) – ein ehemaliger türkischer Nationalspieler und einer der zwei FIBA-Schiedsrichtern des Basketballfinales der Olympischen Sommerspiele 1960 – nach Übernahme der Verantwortung für die A-Nationalmannschaft 1962, für die Etablierung des Mini-Basketballkonzeptes der FIBA im Bereich des DBB erfolgreich eingesetzt. Wobei er besonderen Wert darauf legte, mit Hilfe des Mini-Basketballs, Basketball als Schulsport zu etablieren und länger als altersgemäß gewachsene Kinder für den Basketballsport zu gewinnen. Mini-Basketball ist, wie der Basketballsport in der Schule, ein Element des Breitensports. In Spanien setzte sich Anselmo López Martín für den Mini-Basketball ein. In Italien entwickelte Emilio Tricerri den ersten Mini-Basketball. Jay Archer erfand und entwickelte „Biddy Basketball“ in den USA.

## Maxi-Basketball
Seitdem die Erhaltung der Gesundheit für erwachsene Menschen im öffentlichen Bewusstsein steht, haben Bewegung und Gesundheit für sie eine Bedeutung im Alltagsleben. Attraktiv erscheinende Sportangebote werden nicht nur von ehemaligen Sportlern angenommen. Zu den altersgemäßen Angeboten der Sportvereine gehört auch der Basketballsport für erwachsene Spieler, außerhalb des Regelspielbetriebes in den Ligen, unterschiedlichen Alters und Spielstärke, der Maxi-Basketball. Daneben sind im deutschen Basketballsport zunehmend festgefügte 'Traditionsmannschaften' der Basketballvereine, mit ehemaligen Spielern des Regelligaspielbetriebs aller Leistungsebenen, aktiv, und suchen vielfach den Spiel- und Turnierkontakt zu altersgleichen Partnermannschaften in ganz Europa.
Für das Basketballspiel von erwachsenen Spieler, die aufgrund ihres Alters nicht mehr am Regelspielbetrieb ihrer Verbände teilnehmen, hat sich, seit Anfang der 1990er Jahre international der Begriff 'Maxi-Basketball' etabliert, ohne bei den Fachverbänden überall auf der Welt Akzeptanz zu finden. Das Wortpaar 'Mini-Basketball und Maxi-Basketball' gilt seitdem unter Basketballern als implementiert. Es macht die Zugehörigkeit von Basketballspielern zu Altersgruppen außerhalb des Regelspielbetriebes deutlich. Es steht auch für den Gegensatz von jünger und älter. Die Maxi-Basketballer, im Ausland „Veteranen“ oder in Deutschland „Oldies“ genannt, sind Freizeit- oder Gesundheitssportler und keine Wettbewerbssportler und Ligaspieler. Je nach sportlicher Klasse und Leistungsvermögen der Maxi-Basketballer ergeben sich allerdings bei Spielen oder Turnieren des Maxi-Basketballs stark unterschiedliche Anforderungen. In der Regel werden bei einem geordneten Spielbetrieb die Maxi-Basketballspieler einer Altersgruppe zugewiesen, um damit dem altersbedingten Leistungsvermögen der Spieler Rechnung zu tragen und Vergleichbarkeit herzustellen. Auch soll verhindert werden, dass einzelne Spieler mit einem besonderen altersgeprägten Ehrgeiz die Grenzen ihrer körperlichen Leistungsfähigkeit leichtfertig überschreiten und sich damit selbst gesundheitsbedrohend gefährden.
Maxi-Basketball vereint das lebenslange Basketballspiel, im sportlichen Freizeitwettbewerb mit dem Erleben von Kameradschaft und Verständnis zwischen Freizeitsportlern, unabhängig von Alter, Geschlecht, Herkunft, Religion oder Status. Wichtig ist vielen Maxi-Basketballer der regelmäßige soziale Kontakt untereinander.
Die Separierung des Basketballspiels für Senioren ab etwa dem fünfunddreißigsten Lebensjahr ist bedingt durch den kontinuierlichen Abbau von motorischen Fähigkeiten. Der Abbau der Muskulatur und der ebenfalls mögliche Anstieg des Körperfettanteils führt in der Regel zu Leistungsverlust der Spieler auf dem Basketballparkett. Maxi-Basketball sieht aufsteigend abgestufte Altersgruppen vor, weil Kraft, Schnelligkeit, Ausdauer, Koordination und Beweglichkeit mit zunehmendem Alter nachlassen und auch Veränderungen der Sinneswahrnehmung, die sportliche Abläufe beim Spiel beeinträchtigen können, einhergehen. Maxi-Basketball ist auch ein Mittel zur Verlangsamung des Abbau- und Alterungsprozesses. Es stellt eine sportliche Anti-Aging-Training-Variante dar, die nach Beendigung der Teilnahme am Regelspielbetrieb mehrere Jahrzehnte gut geeignet und sinnvoll sein kann.

## Anwendung, Prinzipien und Regeln Maxi-Basketball
Maxi-Basketball wird nach Regeln gespielt, die sich bis heute aus den dreizehn Regeln entwickelt haben, die im Jahr 1891 von dem kanadischen Arzt und Pädagogen James Naismith für das allererste Basketballspiel vorgegeben wurden. Regeln für die Spiele von Maxi-Basketballern sind auf die speziellen Anforderungen älterer Basketballer abgestimmt.
Außerhalb der USA wird Basketball grundsätzlich nach den gültigen FIBA-Regeln gespielt. In den nationalen Basketballverbänden der fünf kontinentalen FIBA-Zonen bestimmen sie grundlegend das Spiel der Maxi-Basketballer.

### Bedeutung des Fair-Play-Gedankens
Von Basketballern werden Einstellungen und Haltungen verlangt, die nicht nur die bloße Einhaltung von Regeln beinhalten. Erst der besondere 'Geist des Basketballsports' macht seine herausragende Positionierung unter den anderen Mannschaftssportarten aus. Für Maxi-Basketballer ist es von besonders hoher Bedeutung, sich im Training und Spiel nicht zu verletzen, um für ihr Leben im Alltag bzw. ihre Tätigkeit im Arbeitsprozess keine Beeinträchtigungen zu erleben. Es gilt als ungeschriebenes Gesetz des Miteinanders unter Maxi-Basketballern, auf dem Basketballparkett stets mit Respekt zu agieren, um durch nicht angemessene, motorisch wenig kontrollierte oder mit Vorsatz ausgeführten Aktionen die physische und psychische Unversehrtheit der Basketballkameraden zu gefährden. Das Gebot der verlangten angemessenen Zurückhaltung orientiert sich dabei an der 'Goldenen Regel in der Ethik'.
Der Fair-Play-Gedanke bestimmt im Miteinander des Basketballsports das Verhalten der Spieler im Training und im Spiel. Tricks, Täuschung, Betrug, Gewalt etc. sind nicht vorstellbar. Das Prinzip der Fairness gebietet stets, auf vergleichbare Bedingungen und Chancen zu achten, keinen Korberfolg oder Sieg um jeden Preis anzustreben, den Gegner als Partner bzw. die Würde der Basketballkameraden zu achten und dem Geist der Regeln bei einem Wettkampf auf dem Hallenparkett zu folgen, eine sportliche Haltung im Zeitpunkt des Sieges oder nach einem verlorenen Spiel zu bewahren etc.

### Besondere Maxi-Basketballregeln
Die Regeln werden in der Hauptsache angepasst, um die körperliche Beanspruchung der Maxi-Basketballspieler in einem angenommenen 'Normalbereich' zu halten und um den Spielablauf, vor allem im Rahmen von Maxi-Basketballturnieren, zu vereinfachen. Anforderungsgerecht angepasst werden, je nach Altersgruppe und der zu erwartenden Beanspruchung am Spieltag, die Spielzeit, die Zahl der Pausen und Auszeiten sowie die Zahl der zum Ausscheiden führenden individuellen Fouls. Ein weiteres Ziel ist, den personellen Aufwand für das Kampfgericht niedrig zu halten.
In den Ausschreibungen von nationalen und internationalen Maxi-Basketballturnieren in Europa konnten folgende Regeländerungen gefunden werden:
• Die Spiele wurden zu Beginn und nach Pausen, mit einem Sprungball begonnen. Die Regelung 'Wechselnder Ballbesitz' wurde nicht angewendet. Es wurde nach der 'klassischen Sprungballregelung' gespielt.

• Die Zahl der Mannschaftsfouls wurde nicht ermittelt.

• Für einen Korberfolg aus der Distanz gab es keine Drei-Punktewertung.

• Ein Spielerwechsel konnte eigenständig in den Pausen und zu jedem Zeitpunkt des laufenden Spiels von der nicht ballführenden Mannschaft direkt an der Mittellinie vorgenommen werden, solange sich der Ball in der Spielfeldhälfte der ballführenden Mannschaft befand.

• Es galt als grobe Unsportlichkeit, wenn ein eingewechselter Spieler nur eine unangemessen kurze Zeit (etwa weniger als fünf Minuten Spielzeit) auf dem Spielfeld verblieb, ohne Vorliegen eines Grundes der gesundheitlichen Vorsorge.

• Die Dauer des Ballbesitzes wurde nicht festgestellt. Hatte ein Schiedsrichter festgestellt, dass die ballführende Mannschaft unangemessen auf Zeit spielte, um für sich einen Vorteil zu erlangen, konnte er das Spiel unterbrechen und einen Ballbesitzwechsel veranlassen.

• Ein Ballbesitz, der länger als dreißig Sekunden andauerte, galt als unfaires Verhalten der angreifenden Mannschaft.

• Zu jeder Maxi-Basketballmannschaft gehörte ein Kader mit mindestens acht spielbereiten, gesunden Spielern, die sämtlichst mit einer angemessenen persönlichen Spielzeit am Spiel teilhatten.

• Hatte eine Mannschaft, im Rahmen eines Turnieres, nicht mehr als acht spielbereite Spieler zur Verfügung, komplettierten Spieler anderer Mannschaften, mit vergleichbarer Spielstärke in Bezug auf die ausgeschiedenen Spieler, die Mannschaft.

• Bei Punktegleichstand gab es keine Verlängerung, Spiele konnten unentschieden enden. Wurde Wert darauf gelegt, einen Sieger zu ermitteln, folgte nach einem Punktegleichstand im Zeitpunkt des Spielendes ein strukturierter Freiwurfwettbewerb, um eine Entscheidung herbeizuführen.

### Gesundheitsvorsorge
Maxi-Basketballer übernehmen Verantwortung für ihre eigene Gesundheit, wenn sie im Training und Spiel aktiv sind. Sie sind nicht gegen den Rat ihres Arztes als Maxi-Basketballer aktiv. Körperliche Anstrengungen außerhalb des Normbereiches unterlassen sie. Ihr Körpergewicht befindet sich so im Normbereich des Body-Mass-Index (BMI), dass bei Unter- oder Übergewicht keine ärztliche Behandlung angezeigt bzw. jegliches Gesundheitsrisiko ausgeschlossen wäre.

## Altersklassenwettbewerbe der Älteren

### Konzept des DBB
Im Bereich des Deutschen Basketball Bundes gibt es, neben dem ausgeschriebenen Ligaspielbetrieb für Maxi-Basketballer auf Ebene der Basketballbezirke, langjährig etablierte zentrale Maxi-Basketballwettbewerbe, eingeführt in den Amtszeiten der DBB-Präsidenten Hans-Joachim Höfig (†) und Anton Kartak (†): die 'Deutschen Meisterschaften Altersklassen Ü35 und Ü40' (seit 1966) und die Altersklassenturniere der Bundesbestenspiele Basketball (seit 1983) mit der unteren Altersgrenze fünfundvierzigstes Lebensjahr – beide Wettbewerbe für Frauen und Männer, getrennt. Die zentral organisierten Wettbewerbe sind beim DBB dem Bereich Oldies zugeordnet. Nicht zu erkennen ist, dass diese Turnierwettbewerbe beim DBB einen angemessenen oder bedeutenden Stellenwert hätten. Ein Konzept, im Sinne einer strategiebegründeten Ausrichtung, für die zielgerichtete Gestaltung der Maxi-Basketballbewegung, analog zum Mini-Basketball, gibt es beim DBB offensichtlich nicht.
Aus dem Kreis der Mitglieder des 'Club der Freunde des Basketball', 1990 in Karlsruhe gegründet, ausgerichtet auf die Arbeit des DBB-Präsidiums, kamen bisher keine Impulse für die Entwicklung der Maxi-Basketballbewegung.

### Politik der FIBA
In den Mitgliedsverbänden der FIBA – „Fédération Internationale de Basketball“ werden grundsätzlich Wettbewerbe für Maxi-Basketballer auf nationaler Ebene organisiert. Von der FIBA werden für diese Altersgruppen der Maxi-Basketballer keine internationalen Wettbewerbsturniere organisiert, ebenso nicht mit Festivalcharakter. In Europa werden regelmäßig internationale Einladungsturniere für Spitzenteams des Maxi-Basketballs, an denen die Veteranenteams der besten Club- und Nationalmannschaftsteams teilnehmen und somit stets ehemalige 'Stars' der internationalen Basketballszene vertreten sind, veranstaltet. Oft sind die ehemaligen Spitzenspieler nicht mehr auf dem Ligaparkett aktiv und nur als sehr besondere, geschätzte Ehrengäste auf der Tribüne dabei. Häufig genutzt wird auch die Variante, dass 'Traditionsteams' der europäischen Spitzenclubs oder Basketballverbände, die Clubteams in der Regel ohne ihre ehemaligen 'US-Stars', vor offiziellen Liga-, Pokal- oder Länderspielen gegeneinander antreten, um für den Basketballsport zu werben.
Die FIBA veranstaltet keine Events bzw. Turniere oder Liga-Wettbewerbe für Maxi-Basketballer. Es mangelt an einer gesonderten Policy für den Maxi-Basketballsport.

## Engagement der FIMBA
„Federación Internacional de Maxibasquetbol“ (FIMBA Maxibasketball) ist eine Vereinigung von Basketballsportlern mit Sitz in Buenos Aires (Argentinien), welche die Entwicklung der weltweiten Maxi-Basketballbewegung durch eigene Eventkonzepte, verbunden mit einer zielgerichteten Marketingstrategie, unterstützt und fördert, aber auch für eigene Zwecke nutzt. Die FIMBA veranstaltet internationale Meisterschaften für Maxi-Basketballer aller Kontinente, ohne selbst ein anerkannter Sportverband der olympischen Bewegung zu sein oder nationale Sportverbände zu seinen Mitgliedern zu zählen. Die FIMBA versteht Maxi-Basketball, ebenso im Zusammenhang mit der Zielsetzung Sponsoren für ihre Aktivitäten zu gewinnen, als 'Media & Entertainment Sport'. Sie gibt sich in ihrer externen Kommunikationsdarstellung als eine der wesentlichen Initiatoren und Begründer der weltweiten Maxi-Basketball-Bewegung.

## Organisation der Ehemaligen
Ehemalige Spitzenspieler, Frauen und Männer, sind an ihrem besonderen Status aus einer Reihe von Gründen interessiert. Die besonderen Interessen der Professionals wirken dabei in den Zeitraum hinein, der im Zeitpunkt der Beendigung ihrer Karriere beginnt. Im Umfeld der bedeutenden Clubs aller Ligen des weltweiten Profi-Basketballs gibt es Zusammenschlüsse von ehemaligen Spitzenspielern. Sie bilden mit den organisierten Maxi-Basketballern, weil sie unterschiedliche Interessen verfolgen, keine Gemeinschaft.
Spieler die Endspiele gespielt, in Deutschland in den Bereichen des DBB und des DBV (Deutscher Basketball Verband in der ehemaligen DDR) um die Meisterschaft und/oder um den DBB-Pokal, einige von ihnen ihre Endspiele auch gewonnen haben, bei Spielen auf Europacupebene dabei waren, ihr Land mit der Nationalmannschaft als Kaderspieler international vertreten haben, legen in der Regel Wert darauf, dass ihre Leistungen und Erfolge, verbunden mit jahrelanger harter und konzentrierter Arbeit im Training, auch nach Beendigung der aktiven Karriere wahrgenommen, respektiert und im historischen Zusammenhang anerkannt werden.
Ehemalige Profi-Spieler haben dazu besondere Anforderungen, die in ihrer aktiven Zeit begründet und sich häufig aus arbeitsrechtlich begründeten Beziehungen zu ihren ehemaligen Clubs oder aus schwerwiegend gesundheitlichen Beeinträchtigungen aufgrund von Sportverletzungen ergeben. Im Umfeld der NBA, der bedeutendsten Liga des Spitzenbasketballs oder der Top-Clubs des mediterranen Europas gibt es Zusammenschlüsse von ehemaligen Spitzenspielern, um wichtige eigene Interessen wahrzunehmen. Regelmäßig treten Traditionsmannschaften der europäischen Spitzenclubs, mit ihren 'Veteranen und Legenden', gegeneinander an, um den Geist des Basketballsports ohne Wettbewerbsdruck neu zu erleben und das Miteinander im gemeinsamen Spiel zu betonen.
Als vorbildliche Organisation der Veteranen gilt zum Beispiel die Vereinigung der Liga-ACB-Veteranen der Basketballer von 'Real Madrid Baloncesto' ('Leyendas Blancas – Asociación de Jugadores del Real Madrid de Baloncesto'), die in ihrer Rolle als ehemalige Spitzenspieler keine Maxi-Basketballer sind.
Die Veteranen der Basketball Spieler Vereinigung von Real Madrid unterstützt eine Reihe von sozialen Projekte und vergeben Stipendien.
Der im direkten Umfeld des DBB tätige 'Club der Freunde des Basketballs' findet keine Akzeptanz im Kreis der ehemaligen, 'heimatlosen' Top-Spieler des deutschen Basketballsports. Seine Zielsetzung ist eine andere. Gegebene Anforderungen der Top-Spieler des deutschen Basketballsports könnten nur dann erfüllt werden, wenn die Exklusivität in einer Gemeinschaft der Erfolgreichen erfüllt wird. Spieler die 'auch schon mal was gewonnen haben' kommunizieren im Kreis von Basketballkameraden gerne auf 'gleicher Augenhöhe' und möchten nicht nur 'schmückendes Beiwerk' für einen 'Kameradschaftsabend' ehemaliger Offizieller und sonstiger ehemaliger Basketballer sein.

## Veteranen des DBB
Der DBB gilt als einer der deutschen Sportfachverbände, der seine ehemaligen Nationalspieler, besonders die früheren Nationalspieler des DBV in der ehemaligen DDR, mehrheitlich 'nicht kennt'. Es gibt keine Statistiken beim DBB. Während in den klassischen europäischen Basketballnationen der Kreis der ehemaligen Meister- und Pokalsiegerspieler sowie die Nationalspieler eine große und besondere Bedeutung für die Arbeit der Verbände haben, wird der Kontakt zu den ehemaligen Top-Spitzenspielern vom DBB bzw. seinem Präsidium nicht organisiert und in der Breite gepflegt. Es gibt keine 'Alumniveranstaltungen' oder Organisationen im deutschen Basketballsport, welche die Pflege und Erhaltung der Beziehungen zwischen den ehemaligen Veteranen des Deutschen Basketballsports, die Topspieler des DBB und des DBV, zur Zielsetzung haben. Das Potential, dass der Kreis dieser Ehemaligen für den Basketballsport in Deutschland bietet, wird seit jeher nicht genutzt. Sie stehen auch für die Maxi-Basketballbewegung weitgehend nicht zur Verfügung.
Die überwiegende Zahl der ehemaligen erfolgreichen Top-Spieler des DBB oder des DBV sind nicht als Maxi-Basketballer aktiv und nehmen nicht an den Bundesbestenspiele Basketball des DBB teil. Nachvollziehbar begründet wird diese Haltung dadurch, dass eine Reihe von Spielern ihre Karriere aufgrund von Sportverletzungen oder eingetretener Sportinvalidität beenden mussten. Bei einer weiteren Gruppe kam es nach der Zeit als Spitzenspieler zu gesundheitlichen Beeinträchtigungen, die es nicht vernünftig erscheinen lassen, als Maxi-Basketballer aktiv zu sein. Die weitaus größte Gruppe der nicht teilnehmenden ehemaligen deutschen Top-Erstligaspieler, möchte sich nicht der besonderen Aggressivität und unangemessenen Härte, mit denen ihnen regelmäßig auf dem Parkett begegnet wird, aussetzen.
Bekannteste Maxi-Basketballer aus dem großen Kreis der seit mehr als einem Vierteljahrhundert bei den Bundesbestenspielen Basketball regelmäßig antretenden ehemaligen Top-Spieler aus dem Bereich des DBB sind Center Dietrich 'Didi' Keller sowie die beiden Forwards Ralph Ogden und Jürgen Wohlers. Keller und Wohlers gehörten zum DBB-Kader der Olympischen Sommerspiele 1972. Keller spielte für die Bundesligisten USC Mainz, TuS 04 Leverkusen und USC Heidelberg, Wohlers für den MTV Wolfenbüttel und USC München. Jürgen Wohlers war mit 174 Länderspielen bis 1995 Rekordnationalspieler des DBB. Der US-Amerikaner Ralph Ogden, vom Oldenburger TB, kam 1972 direkt aus der NBA, von den San Francisco Warriors, zum VfL Osnabrück und spielte danach ein Jahr für RuWa Dellwig in der Basketball-Bundesliga.